# Therchild Fischer-Nielsen
Therchild Fischer-Nielsen (20. september 1873 i Randers - 24. december 1960 i Hillerød) var en dansk handelsmand, købmand, lokalpolitiker i Kolding og Kongelig vejer og måler. Han var 1925-30 medlem af Kolding Byråd og borgmester i Kolding.

## Liv og karriere
Therchild Fischer-Nielsen var søn af murermesteren Peter Fischer Nielsen(1838-1911) og Karen Marie Johansen(1839-1909). Faren var veteran fra 1864 krigen, efter krigen slog han sig ned i Randers, hvor han blev gift og købte hus på Markedsgade 14.
I 1901 flyttede Fischer-Nielsen til Kolding hvor han købte en købmandsforretning i Søndergade. I 1905 gift med Petra Karoline Andersen (1886-1957), der var opvokset i Kolding som datter af snedkermester Søren Iver Andersen (1855-1923) og Bothilde Margrethe Lange(1851-1929).
Fischer-Nielsen blev den 12. marts 1925 valgt ind i Kolding byråd på Christian Effs konservative valgliste. Efter valget var han den eneste Byrådet kunne enes om som borgmester, og han blev han nærmest valgt mod sit eget ønske.
Hans borgmesterperiode blev præget af forhandlinger i byrådet om indlemmelse af de bymæssige dele af sognekommunerne omkring Kolding, der først kom  med i 1930, også derfor blev byrådsvalget i Kolding udskudt fra 1929 til 1930. Fischer-Nielsen blev derfor også kendt som ”indlemmelsesborgmesteren”.
I 1937 blev Fischer-Nielsen kongelig vejer og måler på Kolding Havn, en stilling han beholdt til 1954. Herefter gik Fischer-Nielsen på pension. Han døde under et familiebesøg juledag i december 1960 og er begravet sammen med sin hustru på Kolding kirkegård.